# خانه ملا محمد ترشیزی
خانه ملا محمد ترشیزی مربوط به دوره پهلوی است و در سبزوار، میدان حکیم، خیابان سید جمال الدین اسدآباد واقع شده و این اثر در تاریخ ۲۴ تیر ۱۳۸۲ با شمارهٔ ثبت ۹۲۴۰ به‌عنوان یکی از آثار ملی ایران به ثبت رسیده است.